# Пойловский сельсовет
Пойловский сельсовет - сельское поселение в Курагинском районе Красноярского края.
Административный центр - село Пойлово (Красноярский край).

## Население
| 2010 | 2012 | 2013 | 2014 | 2015 | 2016 | 2017 |
| ---- | ---- | ---- | ---- | ---- | ---- | ---- |
| 774  | ↗779 | ↘761 | ↘748 | ↗758 | ↘729 | ↗754 |

## Состав сельского поселения
В состав сельского поселения входит один населённый пункт — село Пойлово.

## Местное самоуправление
Пойловский сельский Совет депутатов
Дата избрания: 14.03.2010. Срок полномочий: 5 лет. Количество депутатов:  7
Глава муниципального образования
- Пирожков Василий Григорьевич. Дата избрания: 14.03.2010. Срок полномочий: 5 лет